# Регионалне лиге Шкотске
Регионалне лиге Шкотске (енгл. Scottish Regional Leagues) су најнижи ранг рагби 15 такмичења у Шкотској.

## О такмичењу
Овим такмичењем руководи Рагби савез Шкотске. Аматерски рагби клубови имају прилику да се пласирају у виши ранг такмичења.

## Учесници
Западна регионална лига
'Запад 1'
- Алан глен
- Камбусленг
- Керик
- Гарнок
- Глазгов академикалси
- Хеленсбир
- Килманрок
- Ленци
- Њутон стјуарт
- Обан лорн

'Запад 2'
- Анан
- Клајдебанк
- Симберленд
- Камнок
- Ајлс оф аран
- Макларен
- Пејсли
- Стјуарти
- Стрендерик
- Вејсајдерс дрампелер

'Запад 3'
- Биркмир
- Бишоптон
- Клајдесејл
- Ланарк
- Лоч ломонд
- Милбре
- Мофат
- Стретхевен
- Удингстон
- Вигтауншајр

'Запад 4'
- Арџил
- Ковал
- Глазгов ист
- Хиндленд
- Ајлс оф мал
- Шоулендс
- Полис глазгов

Источна регионална лига
'Дивизија 1'
- Бервик
- Данбар
- Данс
- Форестер
- Хејвик харлеквинси
- Линлигтов
- Марифилд вондерерси
- Норт бервик
- Пенисук
- Рос хај

'Дивизија 2'
- Броутон
- Делкејт
- Ерлстон
- Единбург нортерн
- Едибург универзитет
- Гала
- Хејвик линден
- Инверлејт
- Ленгхолм
- Лејт
- Либертон
- Лисмор
- Портбело
- Тринити академикалси

Регионална лига Каледоније
'БТ Каледонија 2 Мидландс'
- Блергроу
- Гренџемоут стегс
- Криф
- Фалкирк
- Хилфутс
- Хау оф фајф
- Киркелди
- Кинрос
- Морган академи
- Панмур

'БТ Каледонија 2 Север'
- Абердин вондерерси
- Дисајд
- Елон
- Герио
- Кинлос иглси
- Лочабер
- Мори
- Рос Сатерленд
- Шитленд
- Сторновеј

'БТ Каледонија 3 Мидлендс'
- Арброат
- Криф
- Данди медикс
- Фалкирк
- Фифе сатерн
- Гленроутс
- Гренџемоут
- Петшајр
- Стобсвел
- Вејд академи

'БТ Каледонија 3 Север'
- Абердин универзитет
- Абердин медикс
- Абердиншир
- Банф
- Дајс
- Фрејсербир
- Гордонијанс
- Хајленд
- Инвернес
- Маки
- Норт полис
- Питерхед

'БТ Каледонија мидлендс'
- Алоа девелопмент
- Бонес
- Хилфутс
- Стирлинг каунти
- Стретмур